# Tablante de Ricamonte y Jofre
Tablante de Ricamonte y Jofre es un libro de caballerías, escrito originalmente en francés y publicado por primera vez en español en Toledo en 1513, con el título de La crónica de los nobles caballeros Tablante de Ricamonte y de Jofre, hijo del Conde Donason. Fue reimpreso en 1524 y hay además ediciones de Toledo (1526), Estella (1564), Sevilla (1599 y 1629) y Alcalá de Henares (1604). Se ignora el nombre de su autor, aunque en la edición sevillana de 1599 se dice que la obra fue sacada de las corónicas francesas por Felipe Camus, y en la alcalaína de 1604 se indica que su autor fue Nuño de Garay.
El libro pertenece al llamado ciclo artúrico o materia de Bretaña. La acción se inicia cuando un caballero llamado Tablante de Ricamonte se presenta en la corte del legendario Rey Arturo y desafía a los integrantes de la Mesa Redonda, pero ninguno de ellos se encuentra allí. Para evitar que el monarca tenga que luchar con el retador, un caballero entrado en años, el conde don Milián, se enfrenta con Tablante, que lo derrota y se lo lleva prisionero. Después de la partida de ambos, un joven caballero llamado Jofre toma sobre sí la tarea de ir en su busca y liberar al anciano conde. Durante su viaje tiene numerosas aventuras. Finalmente llega a Ricamonte, lucha con Tablante y le vence y le obliga a libertar al conde, con cuya sobrina contrae nupcias.
- Datos: Q6137805